# Дадо Кавалканті
Дадо Кавалканті (порт. Dado Cavalcanti, нар. 9 липня 1981, Арковерді) — бразильський футбольний тренер. З 2018 року очолює тренерський штаб команди «Парана».

## Ігрова кар'єра
Розпочав займатись футболом у місті Каруару, штат Пернамбуку, а у віці 17 років переїхав до столиці штату, де опинився у структурі клубу «Санта-Круж» з Ресіфі, а 2000 року перейшов у «Наутіко Капібарібе», втім до першої команди так і не пробився.

## Кар'єра тренера
Не ставши професійним футболістом, Кавалканті став працювати юнацьким тренером, а 2005 року працював асистентом головного тренера у «Спорт Ресіфі».
2006 року вперше очолив клуб як головний тренер. Ним стала «Ульбра Жі-Парана», з якою у 2006 і 2007 роках він вигравав чемпіонат штату Рондонія, ставши наймолодшим тренером у Бразилії, що виграв професійний титул — лише 24 роки. Після цього тренер недовго попрацював з клубом «Бразсат».
З 2009 року працював асистентом Лорі Сандрі у «Санта-Кружі», а після уходу Сандрі на початку 2010 року Кавалканті став головним тренером команди, де працював до липня того ж року.
13 вересня 2010 року очолив «Америку» (Натал). Незважаючи на те, що він не уникнув вильоту з Серії Б, він залишався на чолі клубу до наступного березня, коли його звільнили. В подальшому працював з рядом нижчолігових клубів Бразилії.
На початку 2013 року став головним тренером «Можі-Міріма», з яким став півфіналістом Ліги Пауліста, за що був названий найкращим тренером турніру, а після його завершення 6 травня 2013 року був призначений головним тренером «Парани», пропрацювавши до кінця року.
Перед сезоном 2014 року очолив клуб «Корітіба», але був звільнений вже 31 березня після того, як команда несподівано вилетіла у півфіналі Ліги Паранаенсе.
13 квітня 2014 року очолив клуб «Понте-Прета», але був звільнений від своїх обов'язків 21 липня. 12 серпня він очолив «Наутіко Капібарібе», з яким закінчив сезон 13-му місці в Серіі Б.
2 грудня 2014 року став головним тренером команди «Сеара», але провів на чолі команди лише 9 ігор, після чого 12 лютого був звільнений через незадовільні результати. Після цього Дадо очолив «Пайсанду» (Белен), з яким 2016 року виграв чемпіонат штату Пара, а також Кубок Верді, втім після невдалого старту у Серії Б 7 червня 2016 року він був звільнений. Однак вже 1 серпня 2016 року Кавалканті знову було призначено головним тренером «Пайсанду», де він допрацював до кінця сезону.
2 грудня 2016 року Дадо вдруге у кар'єрі очолив «Наутіко Капібарібе», але залишив клуб вже 16 лютого наступного року. Після цього тренер очолював КРБ, але і тут надовго не затримався, пропрацювавши лише три місяці. В 16 іграх під керівництвом Дадо клуб здобув з 7 перемог, 4 нічиї та зазнав 5 поразок, а команда перебувала на 13-му місці в Серії Б.
13 лютого 2018 року Кавалканті знову став головним тренером «Наутіко Капібарібе», з якою ще раз виграв Кубок Верді, але був звільнений 12 липня.
17 жовтня 2018 року очолив тренерський штаб «Парани» із завданням врятувати клуб у Серії А, втім клуб все ж не зумів зберегти місце у бразильській еліті.

## Титули і досягнення
- Чемпіон штату Рондонія: 2006, 2007
- Чемпіон штату Мату-Гросу: 2012
- Чемпіон штату Пара: 2016
- Володар Кубка Верді: 2016, 2018

### Індивідуальні
- Найкращий тренер Ліги Пауліста: 2013
- Найкращий тренер Ліги Параенсе: 2016